# マダン・マニ・ディクシット
マダン・マニ・ディキシット（ネパール語: मदनमणि दीक्षित; 英語: Madan Mani Dixit; 1923年2月17日 - 2019年8月15日）は、ネパール・カトマンズ出身の小説家。1982年のマダン賞の受賞者でもある。

## 経歴・人物
ディキシットは、1923年2月17日にカトマンズで生まれた。ディキシットの父と祖父は、ラナ家の支配下で外交官の職に就いており、実家はカトマンズで最も有力な家系の一つだった。ディキシットは8歳からサンスクリット語でラーマーヤナなどの宗教文学を学んだ。インドのバナラス・ヒンドゥー大学で教育を受け、ビルジュンのトライジュダ高校の校長としてキャリアをスタートさせた。1958年から1960年まで、週刊紙「ハールカバール」の編集者として働いた。また、自身の新聞である「サミチャヤ」の編集長も務めた。
ディキシットは、サンスクリット語、哲学、歴史を研究してきた過去の経験をもとに、学問的な洞察力に富んだ物語や小説を書いた。物語を書く上で最も重要なのは、スタイルではなく、感情を伝えることができるかどうかだと考えていた。1960年には、ネパールのジャーナリズム部門を代表して、ソビエト連邦への議会代表団の一員として参加。ネパール共産党に33年間勤務し、ロイヤル・ネパール・アカデミーの副学長も務めた（1994年～1999年）。
ディキシットは、マダン賞やアディカヴィ・バヌバクタ賞などを受賞している。アメリカ議会図書館にはディキシットの作品が16点所蔵されている。2019年8月15日に96歳で死去した。

## 作品リスト
- Madhavi
- Meri Nilima
- Bhumisukta
- Kasle jityo kasle haryo?